# كوسوكي ناكاهارا
كوسوكي ناكاهارا (باليابانية: 中原 浩介) (17 مارس 1987 في أوساكا في اليابان – )؛ هو لاعب كرة قدم سابق كان يلعب كلاعب وسط.

## وصلات خارجية
- كوسوكي ناكاهارا على موقع قاعدة بيانات كرة القدم.إي يو (الإنجليزية)
- كوسوكي ناكاهارا على موقع عالم كرة القدم.نت (الإنجليزية)